# クムク人
クムク人（къумукълар）は ダゲスタン共和国に居住するテュルク系民族で、一部は 北オセチア共和国のモズドク地区、チェチェン共和国に居住している。ロシア語に基づきクムィク人、クムイク人（Кумы́ки）とも表記される。

## 概要
クムク語を使用し、方言に基づきブイナクスキー(буйнакский)、カイタクスキー(кайтагский)、プレドゴロニー(предгорный)、テルスキー(терский)、ハサビュルトブスキー(хасавюртовский)に分けられる。
- 人口: 267,500人 (ダゲスタン共和国全体人口の12.9%)ルシン語

## ロシアのクムク人人口
| 居住地域                         | 2002年人口調査 (*) |
| -------------------------------- | ------------------ |
| ダゲスタン共和国                 | 365,8              |
| 北オセチア共和国                 | 12,7               |
| チュメニ州                       | 12,3               |
| ハンティ・マンシ自治管区・ユグラ | 9,6                |
| ヤマロ・ネネツ自治管区           | 2,6                |
| チェチェン共和国                 | 8,9                |
| スタヴロポリ地方                 | 5,7                |
| モスクワ                         | 1,6                |
| アストラハン州                   | 1,4                |
| ロストフ州                       | 1,3                |